# Divisione di Hoshangabad
La divisione di Hoshangabad (o di Narmadapuram) è una divisione dello stato federato indiano del Madhya Pradesh, di 2 953 606 abitanti. Il suo capoluogo è Hoshangabad.
La divisione di Hoshangabad è stata creata il 27 agosto 2008 e comprende i distretti di Betul, Harda e Hoshangabad, già facenti parte della divisione di Bhopal.